# One Love Sound Fest
One Love Sound Festival – jeden z największych halowych festiwali muzyki reggae w Europie. Pierwsza edycja festiwalu odbyła się w 2004 roku. Od tamtego momentu impreza odbywa się nieprzerwanie co roku we Wrocławiu.

## Edycje
| Edycja | Rok  | Data         | Miasto  | Miejsce                                   | Szczegóły |
| ------ | ---- | ------------ | ------- | ----------------------------------------- | --------- |
| I      | 2004 | 10 listopada | Wrocław | Wrocław Klub W-Z                          | Szczegóły |
| II     | 2005 | 11 listopada | Wrocław | Wytwórnia Filmów Fabularnych we Wrocławiu | Szczegóły |
| III    | 2006 | 18 listopada | Wrocław | Hala Stulecia                             | Szczegóły |
| IV     | 2007 | 17 listopada | Wrocław | Hala Stulecia                             | Szczegóły |
| V      | 2008 | 15 listopada | Wrocław | Hala Stulecia                             | Szczegóły |
| VI     | 2009 | 14 listopada | Wrocław | Hala Stulecia                             | Szczegóły |
| VII    | 2010 | 20 listopada | Wrocław | Hala Stulecia                             | Szczegóły |
| VIII   | 2011 | 26 listopada | Wrocław | Hala Stulecia                             | Szczegóły |
| IX     | 2012 | 17 listopada | Wrocław | Hala Stulecia                             | Szczegóły |
| X      | 2013 | 23 listopada | Wrocław | Hala Stulecia                             | Szczegóły |
| XI     | 2014 | 22 listopada | Wrocław | Hala Stulecia                             | Szczegóły |
| XII    | 2015 | 21 listopada | Wrocław | Hala Stulecia                             | Szczegóły |
| XIII   | 2016 | 19 listopada | Wrocław | Hala Stulecia                             | Szczegóły |
| XIV    | 2017 | 18 listopada | Wrocław | Hala Stulecia                             | Szczegóły |
| XV     | 2018 | 17 listopada | Wrocław | Hala Stulecia                             | Szczegóły |
| XVI    | 2019 | 23 listopada | Wrocław | Hala Stulecia                             | Szczegóły |
| XVII   | 2021 | 20 listopada | Wrocław | Hala Stulecia                             | Szczegóły |